# Карл II (граф Алансона)
Карл II Алансонский (фр. Charles II d'Alençon; 1297 — 26 августа 1346, Креси) — граф Алансона, Перша и Шартра (1325—1346), сеньор де Вернейль, де Домфрон и де Фужер. Французский военачальник.

## Биография
Карл II — основатель династии Валуа-Алансонов. Второй сын Карла Французского (1270—1325), графа Валуа (1286—1325), графа Алансонского, Анжуйского, Шартрского и Мэнского (1290—1325), и Маргариты Анжуйской (1273—1299), графини Анжуйской, дочери Карла II Мудрого, короля Неаполианского, и Марии Венгерской.
Младший брат короля Франции Филиппа VI (1328—1350), аристократ королевской династии Валуа, рыцарь и полководец, участник Столетней войны.
Первый военный опыт получил в 1324 году в Гиени, где сражался под командованием своего отца Карла де Валуа. Отличился под Ла-Реолем, где впервые проявил своё мужество, доходившее временами до слепой отваги.
В декабре 1325 года после смерти отца Карл унаследовал графства Алансон, Шартр и Перш.
В 1328 году после коронации своего старшего брата Филиппа VI Валуа, участвовал в его военных кампаниях против мятежной Фландрии. Сражался 23 августа 1328 года в битве при Касселе, где командовал второй линией французской армии. Был тяжело ранен в этом бою.
После отказа короля Англии Эдуарда III Плантагенета прибыть во Францию для принесения вассальной присяги за Аквитанию, а также угрожающих маневров англичан в районе Сента был отправлен королём в Гиень для того, чтобы оценить обстановку. Но вместо этого граф Карл Алансонский в 1331 году взял штурмом Сент и приказал снести его стены. Был отозван после встречи английского и французского королей в апреле 1331 года.
В 1340 году командовал армией, действовавшей против отрядов Эдуарда III в Турнэ. После начала войны за Бретонское наследство между Жаном Завоевателем, графом де Монфором, и Шарлем де Блуа отправился сражаться в Бретань на стороне де Блуа. Участвовал в 1341 году во взятии замка Шантосе, затем в осаде и взятии Нанта, где был захвачен в плен сам английский ставленник Жан Завоеватель. В 1342 году взял город Ренн, затем отправился осаждать Эннебон, который защищала жена Жана Завоевателя. Взял Орэ и Ванн. Военным операциям в Бретани положило конец перемирие.
В 1346 году после вторжения английского короля Эдуарда III Плантагенета в Нормандию граф Карл Алансонский командовал авангардом французской армии, преследовавшей англичан. 26 августа того же года пал в битве при Креси. Во время сражения со своим отрядом практически пробился к месту, где стоял Эдуард Вудсток, «Черный принц», старший сын английского короля.

## Брак и дети
Карл Алансонский был дважды женат. В 17-летнем возрасте, в 1314 году женился на Жанне де Жуаньи (ум. 1336), графине де Жуаньи, дочери Жана II, графа де Жуаньи. В первом браке детей не имел.
После её смерти, в декабре 1336 года в возрасте 39 лет вторично женился на Марии де Ла Серда (1310—1379), дочери Фернандо II де Ла Серда, герцога де Медина. Дети:
- Карл III д’Алансон (1337—1375), граф Алансона и Перша (1346—1361), архиепископ Лиона (1365), архиепископ-примас Франции
- Филипп Алансонский (1338—1397), епископ Бове (1356—1359), архиепископ Руана (1359—1365), патриарх Иерусалимский (1375—1379) и Аквилейский (1381—1387), кардинал (1381)
- Пьер II Добрый (1340—1404), граф Алансона (1361—1404) и Перша (1377—1404), пэр Франции
- Изабелла (1342—1379)
- Роберт д’Алансон (1344—1377), граф Перша (1361—1377).